# Philip Morris Hauser

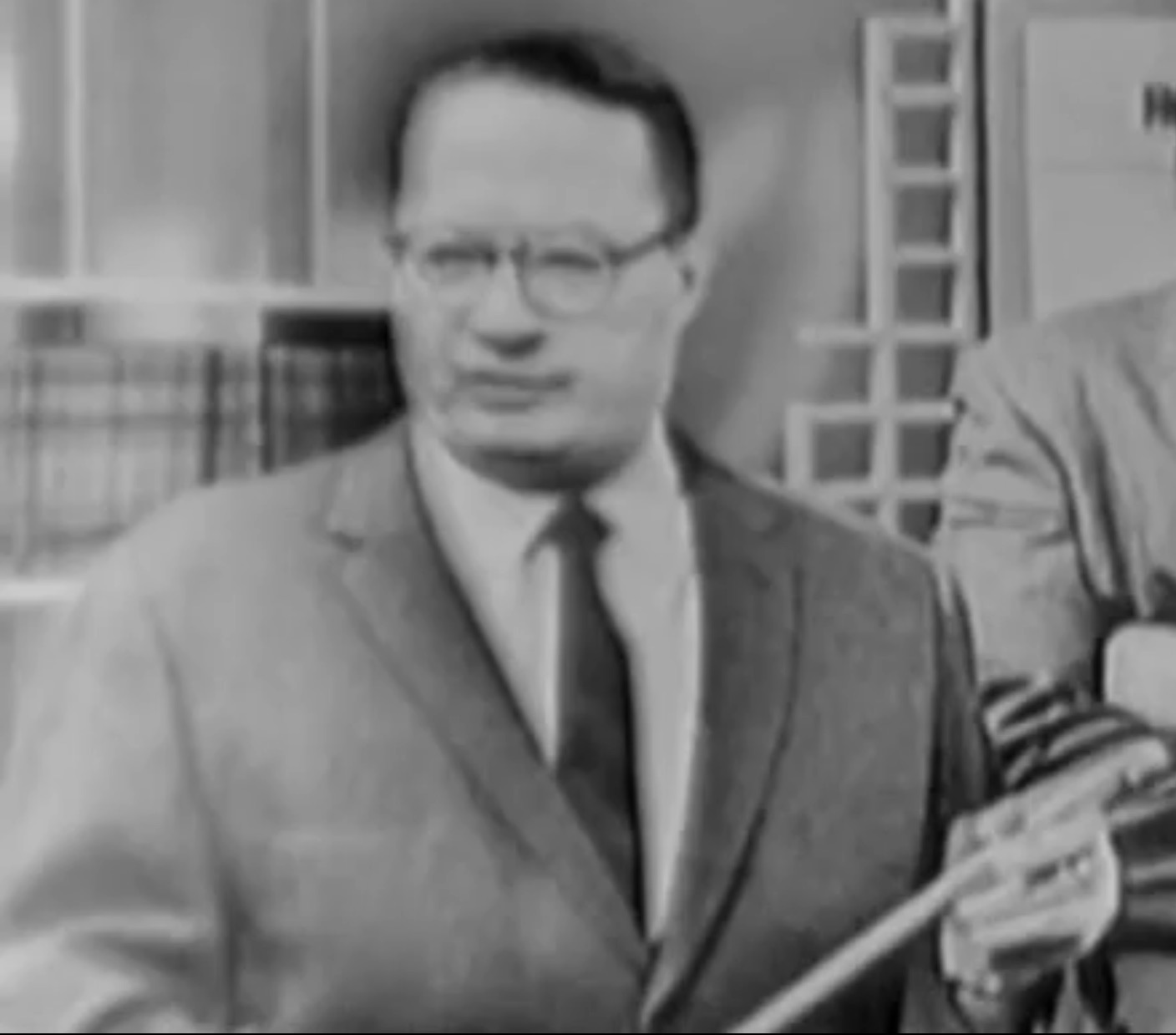
Philip Morris Hauser

Philip Morris Hauser (* 27. September 1909; † 13. Dezember 1994 in Chicago) war ein US-amerikanischer Soziologe und 58. Präsident der American Sociological Association. Von ihm stammen wegweisende Beiträge zur Bevölkerungswissenschaft und zur Stadtsoziologie.
Hauser verbrachte sein ganzes akademisches Leben an der damaligen Hochburg der nordamerikanischen Soziologie, der University of Chicago. Dort legte er 1929 seine Bachelor-Examen und 1933 sein Master-Examen ab. 1938 wurde er zum Ph.D. promoviert. Nach führender Tätigkeit beim U.S. Census Bureau wurde er 1947 Professor in Chicago, was er bis zu seiner Emeritierung blieb. Er war zudem von 1947 bis 1979 Direktor des von ihm gegründeten Population Research Center an der Chicagoer Universität.
Hauser amtierte 1968 als Präsident der American Sociological Association. Zeitweise war er auch Präsident der American Statistical Association und der Population Association of America. 1965 wurde er in die American Philosophical Society gewählt, 1972 in die American Academy of Arts and Sciences und 1976 in die National Academy of Sciences.

## Schriften (Auswahl)
- Urbanization in Asia and the Far East. Proceedings, Calcutta: UNESCO Research Centre on the Social Implications of Industrialization in Southern Asia, 1957
- Urbanization in Latin America. Proceedings, Paris: UNESCO 1961
- Handbook for social research in urban areas, Paris: UNESCO, 1965
- Population and the urban future, Albany: State University of New York Press, 1982, ISBN 0873955919.